# Плагін
Плагін або плаґін (англ. plug-in — підключати) — додаток, незалежно скомпільований програмний модуль, що динамічно підключається до основної програми, призначений для розширення або використання її можливостей. Належить до загального програмного класу додатків. Плагіни зазвичай виконуються у вигляді динамічних бібліотек.
Плагіном до графічного редактора може бути фільтр, що якимсь чином змінює зображення, палітру, дозволяє роботу з додатковими форматами та ін. Наприклад, функція фільтрації для програми Photoshop здійснюється за допомогою Acrobat-Reader Plug-in, що дозволяє бачити на екрані документи PDF-формату.
Часто у вигляді плагінів виконується підтримка форматів файлів, наприклад, для звукових і відеопрогравачів, наборів офісних застосунків, програм обробки звуку і графіки. У програмах обробки звуку плагіни виконують обробку і створення звукових ефектів, наприклад, мастерінг, застосування еквалайзера і стиснення динамічного діапазону. Деякі плагіни змінюють технічні характеристики звуку: глибину квантизації, частоту дискретизації та ін. Інший приклад — VST-плагіни для програм багатоканального зведення, що дозволяють підключати різноманітні віртуальні інструменти та звукові ефекти, збагачуючи тембральну палітру композиції.
У браузерах плагіни використовуються для забезпечення показу форматів даних, які не мають вбудованої підтримки браузером (наприклад Adobe Flash або SVG), для підлаштування можливостей під вимоги користувача, і навіть для зневадження скриптових програм JavaScript всередині браузера (Firebug, додаток Firefox).
Великою популярністю користуються плагіни для поштових програм, а саме спам-фільтри, плагіни для перевірки листів антивірусом.
Застосунки, широко відомі своїми API для створення плагінів:
- Microsoft Outlook
- Eclipse
- Far Manager
- Miranda IM
- Mozilla Firefox
- Total Commander
- jEdit

## Принцип роботи
Основна програма надає сервіси, які плагін може використовувати. До них належить надана плагіну можливість зареєструвати себе в основному додатку, а також протокол обміну даними з іншими плагінами. Плагіни є залежними від сервісів, що надаються основним додатком, і переважно окремо не використовуються. На противагу їм, основний додаток незалежно оперує плагінами, надаючи кінцевим користувачам можливість динамічно додавати й оновлювати плагіни без необхідності внесення змін в основний додаток.